# Crataegus suksdorfii
Crataegus suksdorfii är en rosväxtart som först beskrevs av Charles Sprague Sargent, och fick sitt nu gällande namn av Emil Paul Kruschke. Crataegus suksdorfii ingår i Hagtornssläktet som ingår i familjen rosväxter. Inga underarter finns listade i Catalogue of Life.